# 전파연구소
전파연구소는 전파자원 및 전파환경 연구의 효율성을 기하고, 정보통신기기와 관련한 품질인증과 기술기준에 관한 연구를 통해 국가 정보통신산업 발전에 이바지할 목적으로 대통령령 제2397호에 의하여 1966년 2월 5일 설립한 대한민국 방송통신위원회 소속기관이다. 서울특별시 용산구 원효로 41길 29(원효로 3가 1)에 위치하고 있으나 공공기관 지방이전에 따른 혁신도시 건설 및 지원에 관한 특별법에 따라 전라남도 나주시 금천 일원으로 이전할 예정이다. 2011년 8월 국립전파연구원 출범과 함께 폐지되었다.

## 연혁
- 1966년 2월 5일 전파연구소 개소(대통령령 제2397호)
- 1968년 11월 6일 무선기기 형식검정 실시
- 1972년 11월 2일 일본 CRL과 전파과학 공동연구에 관한 협정체결
- 1983년 12월 30일 감시 및 통신기술담당관 신설
- 1985년 7월 22일 전자통신기자재 형식승인 실시
- 1990년 11월 1일 전자파장해검정 실시
- 1990년 12월 31일 연구관제 도입
- 1992년 11월 23일 이천분소 개소(대통령령 제13763호)
- 1997년 1월 10일 한·캐나다간 정보통신기기 시험성적서 상호인정협정 체결
- 1999년 2월 11일 RF시험지원센터 개소
- 1999년 3월 9일 조직개편(3과 2담당 1분소 → 5과 1분소)
- 1999년 5월 13일 청사이전(안양 → 용산)
- 2000년 6월 29일 ISO-9001 품질경영시스템 구축 및 인증 획득
- 2000년 12월 10일 정보통신 국가표준화 업무 실시
- 2002년 7월 23일 한·일(CRL) 공동협력연구 MOU 체결
- 2003년 2월 18일 불법·불량 정보통신기기 신고센터 운영
- 2004년 2월 18일 ITU-R WP8F 제12차 국제회의 개최(부산)
- 2004년 9월 13일 제40차 SDR 국제포럼 개최(서울)
- 2005년 1월 1일 유 ·무선기기 기술기준 제·개정 업무 실시
- 2005년 8월 25일 ITU-R JTG6-8-9 국제회의 개최(서울)
- 2005년 12월 8일 전자파측정센터 개소
- 2006년 2월 5일 전파연구소 설립 40주년
- 2006년 3월 15일 전파연구소 40주년 기념행사 개최
- 2008년 2월 29일 방송통신위원회 소속기관으로 변경
- 2009년 5월 6일 정보운영팀 신설
- 2009년 8월 7일 전파연구소 안양청사, 용산청사로 통합
- 2009년 12월 24일 방송통신사이버안전센터 개소
- 2011년 8월 19일 국립전파연구원으로 확대 개편

## 주요 업무
- 전파자원 및 전파이용방법의 개발·연구
- 전파의 환경 및 보호에 관한 연구
- 우주전파의 예보 및 경보
- 정보통신기기 인증·시험 및 사후관리
- 주파수의 국제등록과 이에 따른 국제기구 및 외국 주관청과의 협력
- 정보통신기기의 기술기준에 관한 사항

## 같이 보기
- 방송통신위원회
- 국립전파연구원